# Pilotrichella dubyana
Pilotrichella dubyana là một loài Rêu trong họ Meteoriaceae. Loài này được (Hampe) Besch. mô tả khoa học đầu tiên năm 1872.